# Peer Raben
Peer Raben właściwie Wilhelm Rabenbauer (ur. 3 lipca 1940 w Viechtach, zm. 21 stycznia 2007 w Mittersfels) – niemiecki producent filmowy, autor muzyki i aktor.
Był autorem muzyki do blisko 40 filmów, w tym między innymi do Miłość jest zimniejsza niż śmierć (1969), Lili Marleen (1981), Querelle (1982), To okrutne życie (1983), Wszystkiego najlepszego, Turku! (1992).
Zagrał w 5 filmach, wyreżyserował jeden – Die Ahnfrau - Oratorium nach Franz Grillparzer {1971}.